# FCM Dorohoi
FCM Dorohoi a fost un club de fotbal din Dorohoi, județul Botoșani, România. Clubul a fost înființat în 2010 și s-a desființat în 2015.

## Istoric
Clubul a promovat în Liga a IV-a la finalul sezonului 2010-2011.
Clubul a terminat pe locul 8 în sezonul 2011-2012 din Liga a III-a și pe locul 2 în sezonul 2012-2013 tot Liga a III-a.
În sezonul 2013-2014 a promovat în Liga a II-a seria I după ce a câștigat Liga a III-a 2013-2014 seria I. 
Clubul a purtat mai multe nume până la cel actual: Cristalul Dorohoi sau Fulgerul Dorohoi.
Din cauza unor probleme financiare, clubul s-a desființat în 2015.